# Вејт Хил (Охајо)
Вејт Хил (енгл. Waite Hill) град је у америчкој савезној држави Охајо.

## Демографија
По попису из 2010. године број становника је 471, што је 25 (5,6%) становника више него 2000. године.
| Група             | 2000.       | 2010.       |
| Белци             | 438 (98,2%) | 455 (96,6%) |
| Афроамериканци    | 0 (0,0%)    | 2 (0,4%)    |
| Азијати           | 4 (0,9%)    | 6 (1,3%)    |
| Хиспаноамериканци | 0 (0,0%)    | 1 (0,2%)    |
| Укупно            | 446         | 471         |